# Người Bantu

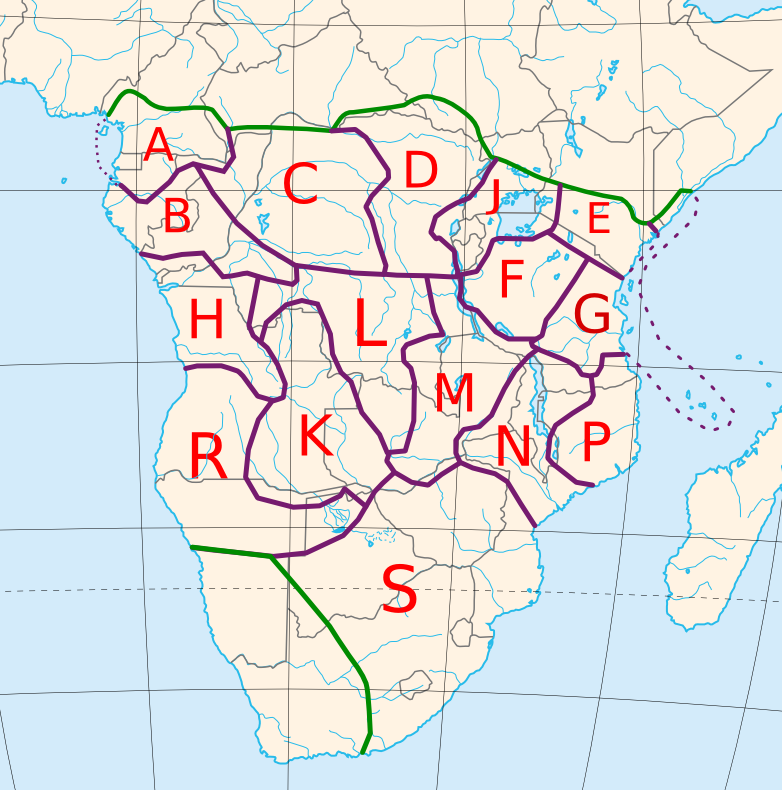

Người Bantu là một thuật ngữ dùng để chỉ chung những người nói nhóm ngôn ngữ Bantu ở vùng Châu Phi Hạ Sahara, bao gồm khoảng 300–600 nhóm dân tộc bản địa trải dài từ Trung Phi đến vùng Hồ Lớn châu Phi và xuống đến khu vực Nam Phi. Theo ngôn ngữ học, nhóm ngôn ngữ Bantu thuộc nhóm ngôn ngữ Nam Bantoid - một nhánh của nhóm ngôn ngữ Benue-Congo thuộc ngữ hệ Niger-Congo.
Nhóm ngôn ngữ Bantu có khoảng 440 đến 680 ngôn ngữ khác nhau tùy vào cách định nghĩa của ngôn ngữ và phương ngữ. Theo ước tính, có khoảng 350 triệu người nói ngôn ngữ Bantu trong những thập kỷ năm 2010 (chiếm khoảng 30% dân số châu Phi và khoảng 5% tổng dân số thế giới). Theo số liệu thống kê năm 2015, chỉ riêng tại Cộng hòa Dân Chủ Congo đã có khoảng 60 triệu người thuộc 200 nhóm dân tộc hoặc bộ lạc khác nhau sử dụng ngôn ngữ Bantu.
Nhóm người Bantu lớn nhất có dân số lên đến hàng triệu người, với ví dụ điển hình là người Shona ở Zimbabwe với khoảng 12 triệu dân năm 2000, người Zulu ở Nam Phi với 12 triệu dân năm 2005, người Luba tại Cộng hòa Dân Chủ Congo với 7 triệu dân năm 2010, người Sukuma tại Tanzania với 9 triệu dân năm 2016 hay người Kikuyu tại Kenya với 7 triệu dân năm 2010.